# Петриновская, Ханна
Ханна Петриновская (1901—1944; в девичестве Жабинская, псевдонимы Рана, Мария Рана) — польский врач, доктор медицины, педиатр, участница Варшавского восстания (начальник санитарного отдела Независимой группы армий Крайовой PWB / 17 / S). Сестра зоолога и писателя Яна Жабинского.

## Подвиг
Во время восстания в августе 1944 года она ухаживала за ранеными солдатами, защитниками здания Польской охранной типографии, находясь в полевом госпитале, устроенном в подвале этого здания (д-р Ханна была организатором перевязочного пункта). Утром 28 августа повстанцы потеряли здание и в него вошли немецкие солдаты. В этой ситуации вывоз тяжело раненых из больницы оказался невозможным. Доктор «Рана» добровольно осталась с ними. Наиболее вероятная версия событий — немцы застали доктора Петриновскую во время операции. Они приказали ей отойти от операционного стола, но она отказалась, ответив, что уйдет, только когда операция будет завершена. Немецкие солдаты застрелили доктора Петриновскую, а затем медсестёр и 30 тяжело раненых повстанцев. Место её захоронения до сих пор не установлено, существует только символическая могила.
2 августа 2005 года на стене одного из зданий PWPW S.A. была открыта мемориальная доска, посвященная Ханне Петриновской.

## Семья
Её муж, доктор Мариан Петриновский, умер в немецком концлагере Маутхаузен в 1940 году.

## Награды
- Серебряный крест Virtuti militari
- Золотой Крест Заслуг с мечами (1942)